# Erdős Tibor
Erdős Tibor (Budapest, 1928. április 4. – 2022. szeptember 6.) Széchenyi-díjas magyar közgazdász, egyetemi tanár, a Magyar Tudományos Akadémia rendes tagja. Az infláció és a gazdasági növekedés kérdéseinek neves kutatója. 1990 és 1993 között a Magyar Közgazdasági Társaság elnöke.
| Erdős Tibor                               | Erdős Tibor                                          |
| Kattints az alábbi külső linkek egyikére! | Kattints az alábbi külső linkek egyikére!            |
| ----------------------------------------- | ---------------------------------------------------- |
| Nem található szabad kép.(?)              |                                                      |
| külső link · jogvédett                    | Elhunyt Erdős Tibor közgazdász, az MTA rendes tagja. |
| külső link · jogvédett                    | Erdős Tibor. Magyar Nemzeti Névtér.                  |

## Életpályája
1948-ban kezdte meg egyetemi tanulmányait a Magyar Közgazdaságtudományi Egyetemen, ahol 1952-ben szerzett közgazdász diplomát. Diplomájának megszerzése után az egyetem politikai gazdaságtan tanszékének oktatója lett (az egyetem neve 1953-ban Marx Károly Közgazdaságtudományi Egyetem lett). Az oktatói ranglétrát végigjárva 1969-ben egyetemi tanári kinevezést kapott. 1975-ben távozott az egyetemről és az Magyar Tudományos Akadémia Közgazdaságtudományi Intézetének tudományos tanácsadójaként kezdett el dolgozni, később kutatóprofesszori megbízást kapott. 1998-ban nyugdíjba vonult.
1962-ben védte meg a közgazdaság-tudomány kandidátusi, 1972-ben akadémiai doktori értekezését. Az MTA Közgazdaságtudományi Bizottságának lett tagja. 1987-ben választották meg az Magyar Tudományos Akadémia levelező, 1993-ban pedig rendes tagjává. 1990 és 1993 között a Magyar Közgazdasági Társaság elnöke, 1992 és 2000 között a Magyar Nemzeti Bank jegybanktanácsának tagja volt.

## Munkássága
Kutatási területei eleinte a gazdasági növekedést meghatározó tényezők vizsgálata, a fenntartható gazdasági növekedés és a tőkés gazdasági ciklus elemzése volt. 1975 után  főként a magyar gazdasági növekedés problémáival, a gazdaságpolitika növekedési hatásával, az infláció elméletével, illetve a monetáris szabályozás elméleti kérdéseivel foglalkozott.
Bizonyította, hogy adott technikai fejlődés és adott munkaerőlétszám mellett a növekedés üteme hosszú időszakban nem gyorsítható a beruházások arányának növelésével, de megfordítva, az ütemnek a technikai fejlődés gyorsulásán alapuló emelkedése nem lehetséges a beruházások arányának növelése nélkül. Ezt „fordított összefüggésnek” nevezte. A gazdaságpolitika növekedési hatását vizsgálva kimutatta, hogy ennek közvetlen növekedési hatása nincsen, de közvetve, áttételeken keresztül a hatás jelentős. Az áttételek közt szereplő tényezők egyebek közt: a gazdaság intézményrendszere, gazdasági mechanizmus, gazdasági  stabilitás, költségvetési egyensúly, képzés, kutatás és szakmastruktúra.
Nagy figyelmet szentelt az infláció gazdasági visszahatásának vizsgálatára, melynek jelentősége van egyebek közt a kamatláb, a tőketörlesztés, a beruházási  érdekeltség és a költségvetési egyenleg alakulásában. Fontos eredménye a „kamara haszna” („seigniorage”) mennyiségi meghatározásának és alakulásának elemzése. Nagy elismerést keltett a monetáris politika körébe tartozó inflációs célkövető rezsim kritikai vizsgálatával: bizonyította, hogy a monetáris politikai stratégia nem szakítható el a tényleges gazdasági adottságoktól. Később a válságkezelő gazdaságpolitika elemzésével foglalkozott.

## Díjai, elismerései
- Akadémiai Díj (1978)
- Közgazdász Díj (1993)
- Széchenyi-díj (1999)
- Kautz Gyula-díj (2003)
- A Magyar Köztársasági Érdemrend középkeresztje a csillaggal (2008)
- Közgazdász Életműdíj (2008)
- Hazám-díj (2010)

## Főbb publikációi[3]
- A túltermelési válság késésének okai az Amerikai Egyesült Államokban; Kossuth, Bp., 1957
- Csapó László–Erdős Tibor: Az imperializmus politikai gazdaságtana. Jegyzet; Tankönyvkiadó, Bp., 1957
- Csapó László–Erdős Tibor–Sipos Aladár: A monopolkapitalizmus 1-2-3. évf. d.e. és lev. minden szak, valamint a mérnök közg. 1. évf. a 2. félévben; Marx Károly Közgazdaságtudományi Egyetem, Bp., 1958
- Csapó László–Erdős Tibor–Sipos Aladár: A monopolkapitalizmus. 6-7. fej. 2. évf. d.e. és levelező hallgatók részére, 1. évf. mérnök közg. hallgatók részére a 2. félévben; MKKE, Bp., 1958
- Erdős Tibor–Mihalik István–Szigeti Endre: A közgazdaságtan története. Lenin és Sztálin közgazdasági nézetei. A reformista közgazdaságtan; MKKE, Bp., 1960
- Csapó László–Erdős Tibor–Sipos Aladár: Politikai gazdaságtan 1. r. Monopoliumok előtti kapitalizmus; MKKE–Tankönyvkiadó, Bp., 1961
- Az újratermelési ciklus alakulása az imperializmusban; Kossuth, Bp., 1961
- Erdős Tibor–Sipos Aladár: A monopolkapitalizmus; MKKE, Bp., 1962
- Erdős Tibor–Mihalik István–Szigeti Endre: A közgazdaságtan története. Lenin közgazdasági tanításai. A reformista közgazdaságtan; Marx Károly Közgazdaságtudományi Egyetem–Tankönyvkiadó, Bp., 1963
- A kapitalizmus politikai gazdaságtana 2. r.; összeáll. Erdős Tibor; Marx Károly Közgazdaságtudományi Egyetem–Tankönyvkiadó, Bp., 1963
- A gazdasági növekedés tényezői a nyugateurópai tőkésországokban és Japánban a második világháború után; Kossuth, Bp., 1966
- Világgazdaságtan; Tankönyvkiadó, Bp., 1967
- Gazdasági növekedés a fejlett tőkésországokban (1972)
- A marxista érték és pénzelmélet alapjai 4.; Közgazdaságtudományi Egyetem, Bp., 1974
- A termelés korszerűsödése és a gazdasági növekedés (1974)
- Olvasókönyv a politikai gazdaságtan időszerű elméleti kérdései tanulmányozásához 1.; összeáll. Erdős Tibor; Közgazdaságtudományi Egyetem Közgazdasági Továbbképző Intézet, Bp., 1976
- Egyensúly, válság, ciklikusság (1976)
- The determinants of the magnitude, rate and share of profits on macro-economic level; angolra ford. Félix Pál; HAS Institute of Economics, Bp., 1978 (Studies Institute of Economics Hungarian Academy of Sciences)
- Makroszintű profit. Gazdasági növekedés – válság. Kézirat; MKKE Közgazdasági Továbbképző Intézet, Bp., 1980
- Növekedési ütem, növekedési pálya (1986)
- Growth Rate and Growth Path (1989)
- Infláció. Különös tekintettel az 1990-es évek magyar gazdaságára; Akadémiai, Bp., 1998
- Fenntartható gazdasági növekedés. Különös tekintettel a rendszerváltást követő magyar gazdaságra; Akadémiai, Bp., 2003
- Növekedési potenciál és gazdaságpolitika (2006)
- Maastrichti követelmények, adóztatás, növekedési potenciál; MEH–Nemzeti Fejlesztési Hivatal, Bp., 2006 (Európai műhelytanulmányok)
- Árfolyam-politika és  inflációs cél követése Magyarországon (2007)
- Stagfláció és monetáris  politika (2008)
- Válságkezelés  Magyarországon (2009)